# Лізбен (Нью-Йорк)
Лізбен (англ. Lisbon) — місто (англ. town) в США, в окрузі Сент-Лоуренс штату Нью-Йорк. Населення — 4221 особа (2020).

## Демографія
Згідно з переписом 2010 року, у місті мешкали 4102 особи в 1550 домогосподарствах у складі 1088 родин. Було 1773 помешкання
Расовий склад населення:
| - 97,5 % — білих - 0,5 % — корінних американців - 0,3 % — чорних або афроамериканців - 0,2 % — азіатів |

До двох чи більше рас належало 1,1 %. Частка іспаномовних становила 0,8 % від усіх жителів.
За віковим діапазоном населення розподілялося таким чином: 25,5 % — особи молодші 18 років, 61,1 % — особи у віці 18—64 років, 13,4 % — особи у віці 65 років та старші. Медіана віку мешканця становила 40,2 року. На 100 осіб жіночої статі у місті припадало 101,3 чоловіків;  на 100 жінок у віці від 18 років та старших — 101,1 чоловіків також старших 18 років.
Середній дохід на одне домашнє господарство  становив 72 164 долари США (медіана — 61 131), а середній дохід на одну сім'ю — 82 752 долари (медіана — 64 864). Медіана доходів становила 51 106 доларів для чоловіків та 42 413 долари для жінок. За межею бідності перебувало 9,3 % осіб, у тому числі 13,9 % дітей у віці до 18 років та 6,5 % осіб у віці 65 років та старших.
Цивільне працевлаштоване населення становило 1943 особи. Основні галузі зайнятості: освіта, охорона здоров'я та соціальна допомога — 31,4 %, публічна адміністрація — 16,7 %, роздрібна торгівля — 9,5 %, мистецтво, розваги та відпочинок — 7,4 %.